# Campeonato Sergipano de Futebol de 1957
O Campeonato Sergipano de Futebol de 1957 foi a 34º edição da divisão principal do campeonato estadual de Sergipe. O campeão foi o Santa Cruz que conquistou seu 2º título na história da competição.

## Premiação
| Campeonato Sergipano de 1957     |
| Estância                         |
| -------------------------------- |
| Santa Cruz Bicampeão (2º título) |